# Willem van Kuilenburg

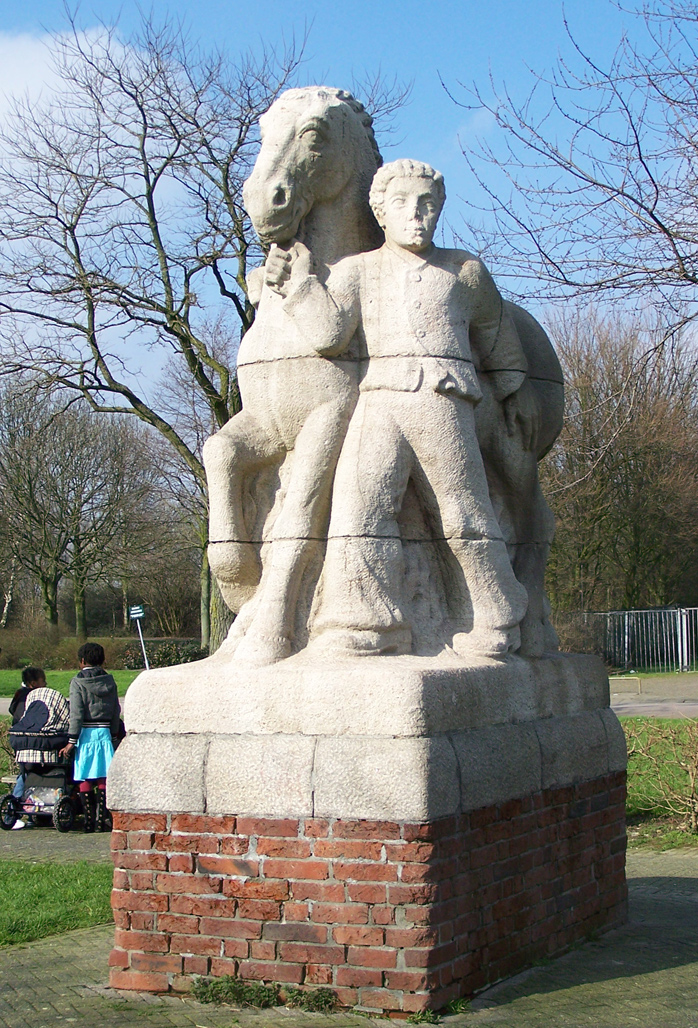
Man met paard en veulen (1939)

Wilhelmus (Willem) van Kuilenburg (Utrecht, 4 juni 1889 – aldaar, 27 juni 1955) was een Nederlandse beeldhouwer.

## Leven en werk
Van Kuilenburg kreeg zijn beeldhouwopleiding bij Tiete van der Laars aan de Kunstnijverheidsschool in Utrecht. Hij was werkzaam als steenbeeldhouwer en restaurator en aan de kunstnijverheidsschool de leraar van onder anderen zijn neef Joop Hekman, zijn zoon Eduard van Kuilenburg, Pieter d'Hont en Willem Heesen.

## Enkele werken in de openbare ruimte
- Ome Keesje (1932?), Muziekcentrum van de Omroep in Hilversum
- Man met paard en veulen (1939), Cremerplein in Utrecht - geplaatst in 1970
- beeldengroep van man met twee paarden (1939), De Holland, Dordrecht
- Orpheus met lier en reptielen (1940), Diergaarde Blijdorp in Rotterdam
- Oorlogsmonument (1945), Ingen Houszstraat in Utrecht
- Oorlogsmonument Radio Kootwijk (1947)[2], Radioweg in Apeldoorn
- Verzetsmonument - plaquette (1948), Jonkheer Ramweg in Schalkwijk
- Oorlogsmonument of Zegenende man met spade (1948), postkantoor in Zwolle - vanaf 2010 begraafplaats de Kranenburg
- Oorlogsmonument (1949), De Zwaanstraat in Wijk aan Zee
- Bevrijdingsplaquette, Maliebaan, Utrecht

## Fotogalerij

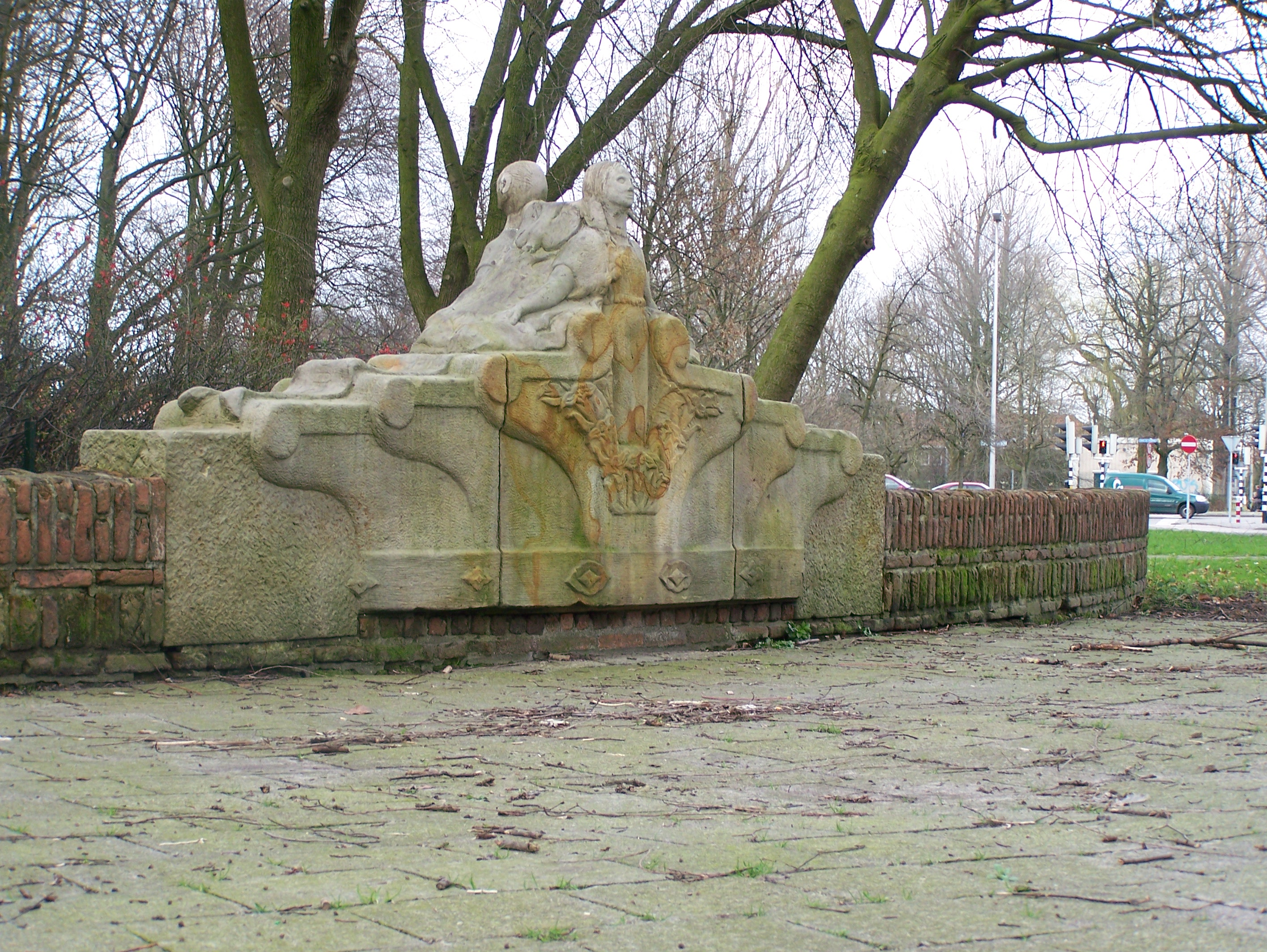
Oorlogsmonument Ingen Houszstraat, Utrecht
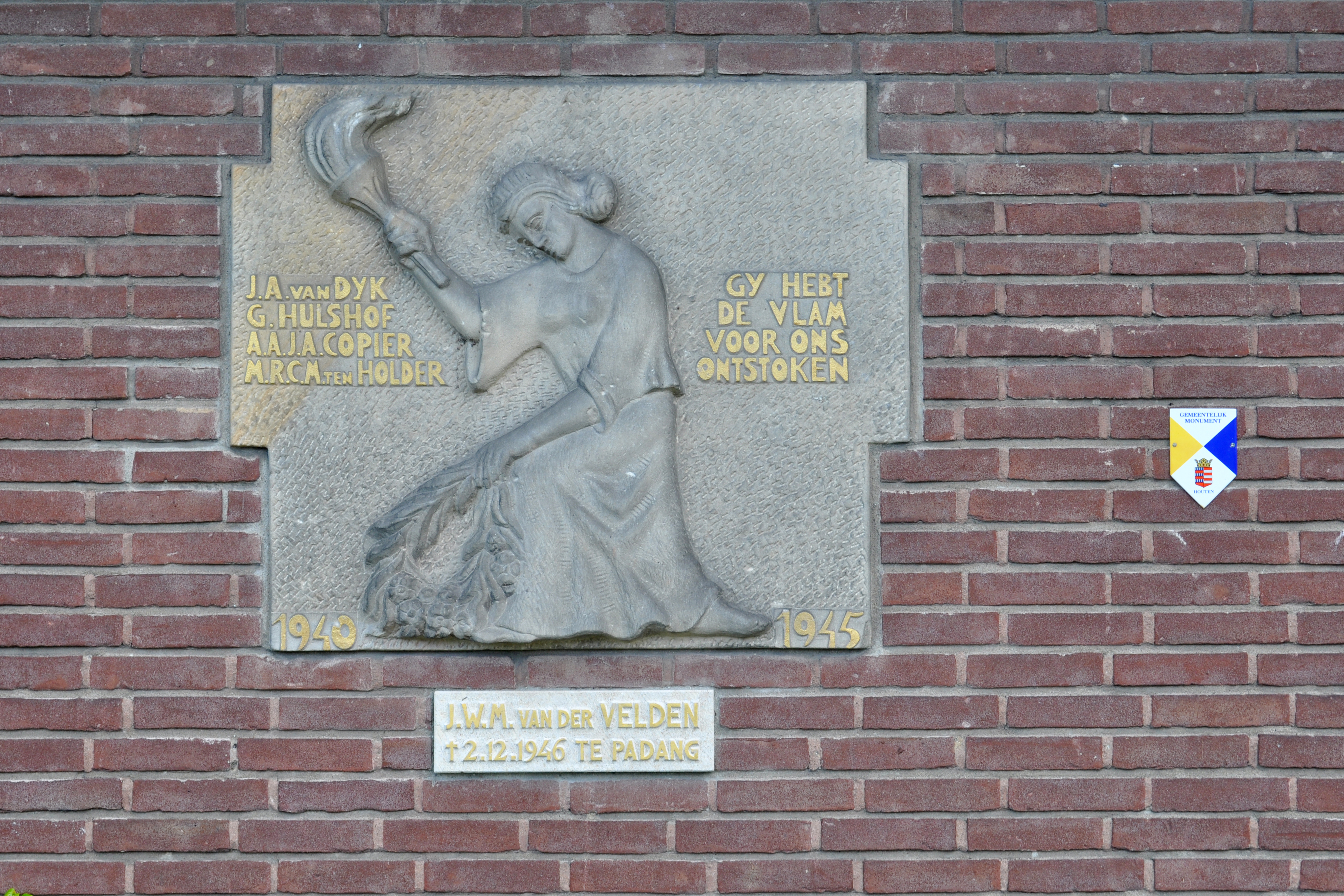
Verzetsmonument in Schalkwijk
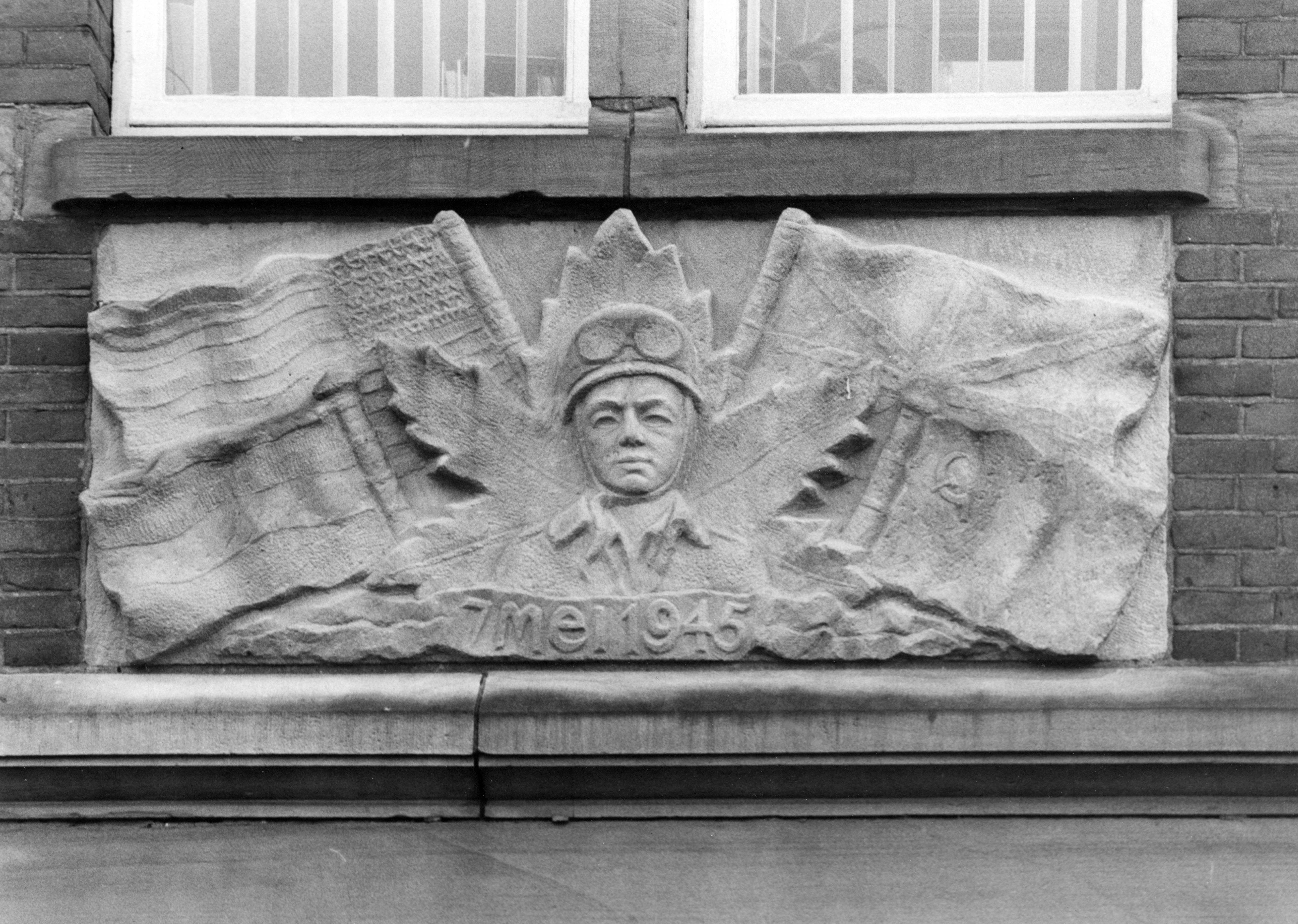
Bevrijdingsplaquette Utrecht
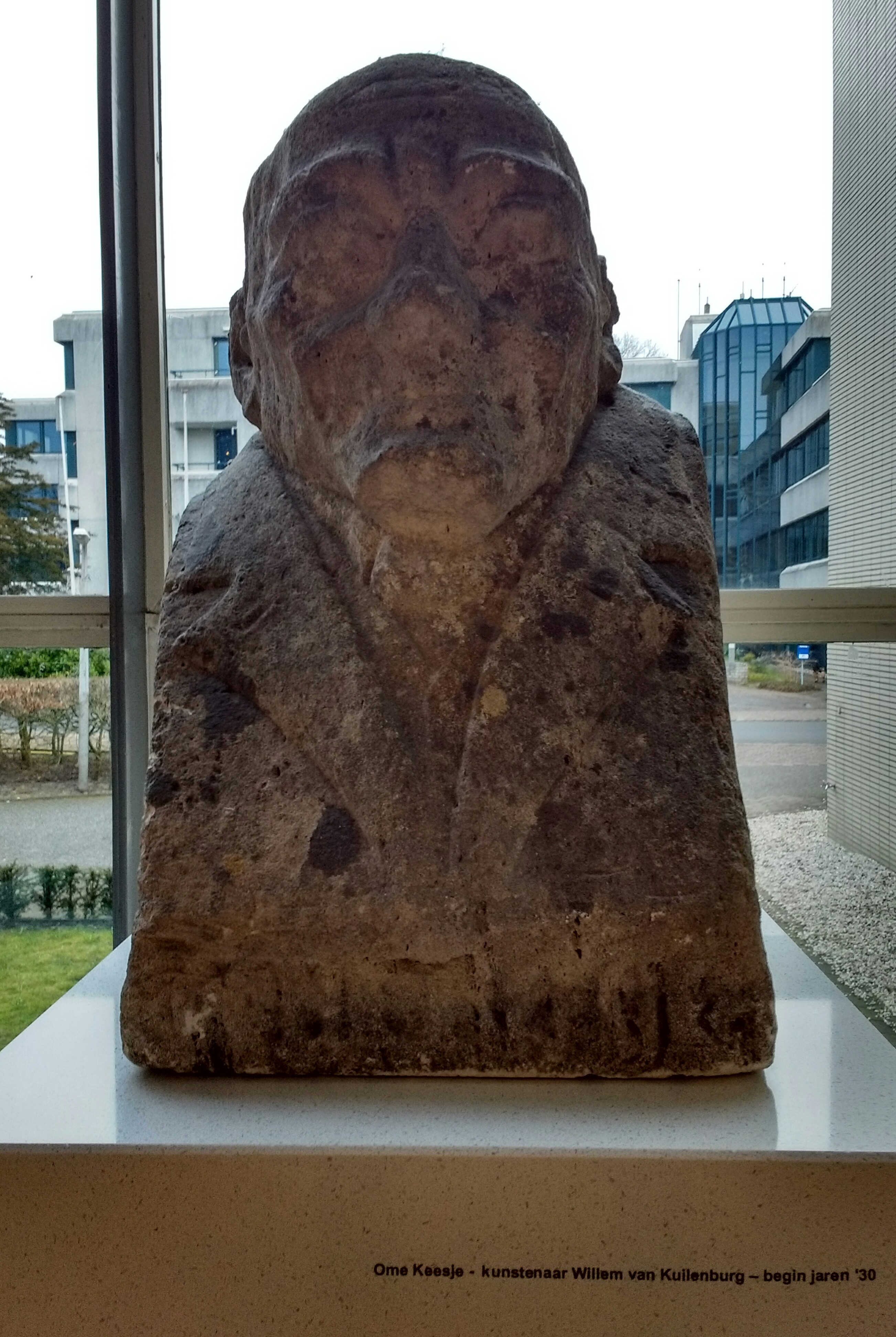
Ome Keesje borstbeeld in MCO Hilversum